# Willi Dansgaard
Willi Dansgaard (Koppenhága, 1922. augusztus 30. – Koppenhága, 2011. január 8.) dán paleoklimatológus, a Dán Tudományos és Irodalmi Akadémia tagja, aki elsőként kimutatta, hogy a gleccserek jegében tárolt 18O–izotóp-tartalom mérése segítségével következtetéseket vonhatunk le az elmúlt idők klimatikus viszonyaira vonatkozóan. A jégminták alapján felismert, nagyon hirtelen bekövetkező klímaingadozásokat róla és svájci kollégájáról, Hans Oeschgerről Dansgaard–Oeschger-eseményeknek nevezték el.

## Tevékenysége
A Koppenhágai Egyetem Biofizikai Laboratóriumának munkatársaként 1952-ben felfedezte, hogy a csapadékban található oxigén 18-as tömegszámú izotópjának koncentrációja korrelál azzal a környezeti hőmérséklettel, ami a csapadék keletkezésének helyén a keletkezéskor uralkodott.
Ez alapján 1954-ben megjósolta, hogy a grönlandi jégsapkában található évenként képződő jégrétegekből az 18O–izotóp-tartalom alapján az egykori klímaviszonyokra lehet majd következtetni.
Az 1950-es években és az 1960-as évek elején Grönlandról leszakadt jéghegyekből vett minták és a Grönlandot a nemzetközi geofizikai évben átszelő EGIG-expedíció hómintáinak vizsgálatával megerősítette az oxigénizotóp-arányok hőmérsékletfüggését.
1964-ben meglátogatta az American Camp Century bázist, hogy a mély rétegekben a hó 32Si-tartalmát megmérje. Itt tudta meg, hogy az USA hadseregének Cold Regions Research and Engineering Laboratory (CRREL) egysége a jégben mélyfúrásokat végez. A tevékenység katonai titok volt, ezért magát a fúrást nem tekinthette meg, de engedélyt kért és kapott arra, hogy a jégmagokon oxigénizotópos méréseket végezhessen. Dr. Chester C. Langway, Jr. támogatásával gyümölcsöző együttműködés kezdődött az amerikai és dán kutatók között.
A mintegy 1390 m hosszú magminta-sorból valóban kimutathatóak voltak a történelmi időkből ismert klímaváltozások.
1979-1981 között a dél-grönlandi DYE–3 radarállomáson már kifejezetten tudományos célú jégmag-fúrásokat végzett. Ennek eredményei alapozták meg a glaciológiának a jégmagokat vizsgáló tudományágát.
1992-ben  a Koppenhágai Egyetem Geofizikai Intézetének professor emeritusaként vonult nyugállományba. 2011. január 8-án hunyt el Koppenhágában.

## Elismerései
- Hans Egede-díj (1971)
- Tyler Környezetvédelmi Díj (1996)[1]
- a Svéd Királyi Tudományos Akadémia Crafoord-díja (1995)
- a Nemzetközi Glaciológiai Társaság Seligman Kristály-díja
- a Svéd Antropológiai és Földrajzi Társaság Vega-medálja

## Művei
Nyugalomba vonulása után önéletrajzot írt Grønland i Istid og Nutid címen (Rhodos, 2000, ISBN 8772457996). A könyv később megjelent angol nyelvű változatában: Frozen Annals, Greenland Ice Cap Research (Niels Bohr Institute, Koppenhága, 2005, ISBN 87-990078-0-0) részletesebben mutatta be tudományos munkásságát.